# Tron: Legacy (musikalbum)
Tron: Legacy är ett soundtrackalbum av Daft Punk utgivet 2010 i samband med filmen Tron: Legacy.

## Låtlista
1. "Overture" - 2:28
2. "The Grid" - 1:37
3. "The Son Of Flynn" - 1:35
4. "Recognizer" - 2:38
5. "Armory" - 2:03
6. "Arena" - 1:33
7. "Rinzler" - 2:18
8. "The Game Has Changed" - 3:25
9. "Outlands" - 2:42
10. "Adagio For Tron" - 4:11
11. "Nocturne" - 1:42
12. "End Of Line" - 2:36
13. "Derezzed" - 1:44
14. "Fall" - 1:23
15. "Solar Sailer" - 2:42
16. "Rectifier" - 2:14
17. "Disc Wars" - 4:11
18. "C.L.U." - 4:39
19. "Arrival" - 2:00
20. "Flynn Lives" - 3:22
21. "Tron: Legacy (End Titles)" - 3:18
22. "Finale" - 4:23